# Luciano Caravani
Luciano Caravani (Vicenza, 14 maggio 1953) è un ex velocista italiano.

## Biografia
Il suo record personale nei 100 metri è 10"23, realizzato a Città del Messico nel settembre 1979, mentre nei 200 metri può vantare 20"59, realizzato ad Algeri nel luglio 1979.
Portacolori delle Fiamme Oro Padova, la sezione di atletica del gruppo sportivo della Polizia di Stato, dopo il ritiro ne diviene direttore tecnico, carica che ricopre fino al 2008.
Con la staffetta 4×100 metri italiana fu medaglia d'oro ai Giochi del Mediterraneo di Spalato 1979 ed alle Universiadi di Città del Messico 1979, in quest'ultima circostanza stabilendo anche il record europeo.
Attualmente è allenatore presso la società dilettantistica di atletica Novatletica Città di Schio.

## Palmarès
| Anno | Manifestazione          | Sede              | Evento      | Risultato        | Prestazione | Note           |
| ---- | ----------------------- | ----------------- | ----------- | ---------------- | ----------- | -------------- |
| 1975 | Giochi del Mediterraneo | Algeri            | 4×100 metri | Argento          | 39"56       |                |
| 1976 | Giochi olimpici         | Montréal          | 100 metri   | quarti di finale | 10"81       |                |
| 1976 | Giochi olimpici         | Montréal          | 4×100 metri | 6º               | 39"08       |                |
| 1977 | Universiade             | Sofia             | 4×100 metri | Argento          | 39"15       |                |
| 1979 | Giochi del Mediterraneo | Spalato           | 200 metri   | Oro              | 20"74       |                |
| 1979 | Giochi del Mediterraneo | Spalato           | 4×100 metri | Oro              | 39"27       |                |
| 1979 | Universiade             | Città del Messico | 4×100 metri | Oro              | 38"42       | Record europeo |
| 1982 | Europei                 | Atene             | 4×100 metri | 4º               | 38"96       |                |

## Campionati nazionali
- 1 volta campione nazionale nei 100 metri piani (1977)
- 1 volta campione nazionale indoor nei 60 metri piani (1975)

1975
- Oro ai Campionati italiani assoluti indoor, 60 metri - 6"79[3]

1977
- Oro ai Campionati italiani assoluti, 100 metri - 10"52[4]

## Altre competizioni internazionali
1975
- Bronzo in Coppa Europa ( Nizza), 4×100 metri - 39"32